# Паразит (новела)
Паразит (енгл. The Parasite) је фантазијска новела британског писца Артура Конана Дојла. Први пут је објављена у четири наставка у америчком часопису Harper's Weekly између новембра и децембра 1894. године (са илустрацијама Хауарда Пајла), да би месец дана касније била објављена у целини.
Књигу је у Србији објавила издавачка кућа Орфелин 2022. године, у преводу Страхиње Млађеновића.

## Радња
Протагониста приче је младић по имену Остин Гилрој. Он студира физиологију и познаје професора који се бави окултизмом. Младић се упознаје са женом средњих година познатом као госпођица Пенклоса, која има осакаћену ногу и хипнотичке моћи. Она је пријатељица професорове жене. Скептична Гилројева вереница, Агата, стављена је у транс како би се доказале моћи госпођице Пенклосе. Хипноза успева и Гилрој почиње да иде у професорову кућу где госпођица Пенклоса примењује своје моћи на њему.
Госпођица Пенклоса се заљубљује у несрећног Гилроја. Она почиње да користи своје моћи на њему да би га натерала да је милује и да јој говори слатке речи. Он губи живце и одбија њену љубав, а она почиње да га мучи својим моћима. Серија окрутних трикова завршава се тако што он у Агатину собу уноси малу флашицу сумпорне киселине. Примећује да је пола четири. Жури у дом госпођице Пенклосе и захтева да је види, али кућна помоћница уплашено одговара да је њена газдарица умрла у пола четири.

## Филмске адаптације
Сценариста Патрик Роди и редитељ Ендру Фремке снимили су дугометражни филм Паразит, заснован на овој новели, 1997. године.
Редитељ и сценариста Адам Занзи је 22. новембра 2015. објавио кратку филмску адаптацију Паразита за филмски програм Дејвида Линча. Занзи је написао сценарио и режирао филм, који је имао свој комерцијални деби 19. јула 2016. у Јуниверсити Ситију. Исте године је приказан на Филмском фестивалу треш филма у Вараждину.